# 中弘子
中弘子（日语：／ Naka Hiroko，1959年4月13日—），日本女編劇。出身於埼玉縣。編劇荒川稔久是她的丈夫。

## 來歷、人物
中弘子當初學生時代就想從事大眾傳媒的工作。由於朋友是《再造人卡辛》的粉絲，她從中學3年級起就開始與曾製作過該作品的龍之子製作公司的編劇小山高生（當時名義小山高男）進行交流。大學期間，她開始師從小山學習劇本寫作，並為猜謎節目和個人諮詢節目出題目。1982年大學畢業後成為小山高男事務所的員工。她原本計劃為同年4月開播的《手塚治虫的吸血鬼在日本》撰寫劇本，並在定稿後出道，但由於取消，首次亮相而成為幻影。因此，半年後10月播出的《一津星世家的無敵奶奶》（第4回）成為了她的出道作品。然而，儘管她為該作品寫了10個劇本，但在播出6集之後就被取消了。
1992年開播的《蠟筆小新》中，她是唯一負責電視動畫版劇本的人，從節目開播（第1話B部分）至今，已經持續創作30多年。
2011年發行的《蠟筆小新紀念盒》的解說中，收錄了從第1話A部分到2014年（第840話B部分）參與劇本的翁妙子的訪談。

## 參加作品

### 電視動畫
1982年
- 逆轉一發人（日语：逆転イッパツマン）（—1983年，編劇）[注 1]
- 一津星世家的無敵奶奶（日语：一ッ星家のウルトラ婆さん）（—1983年，編劇）

1983年
- 小超人帕門 (1983年版)（—1985年，編劇）

1984年
- 怪貓豬油糕（日语：オヨネコぶーにゃん）（編劇[4]）

1985年
- 火焰的阿爾卑斯玫瑰 茱蒂&藍迪（編劇[5]）
- 小鬼Q太郎 (1985年版)（—1987年，編劇）
- 昭和笨蛋小說搞笑第1名！（日语：昭和アホ草紙あかぬけ一番!）（編劇）

1986年
- 褞袍超人（—1987年，編劇）
- 機器勇士 克羅諾斯的大逆襲（—1987年，編劇）※名義。
- 漫畫原來如此物語（日语：まんがなるほど物語）（—1988年，編劇[6]）

1987年
- 陽光普照（日语：陽あたり良好!）（—1988年，編劇[7]）

1988年
- 魔神英雄傳（—1989年，編劇[8]）
- 新漫畫原來如此物語（日语：まんがなるほど物語）（—1989年，編劇[9]）
- 比利犬（日语：ビリ犬）（編劇）

1989年
- 亂馬½ 熱鬥篇（—1992年，編劇）
- 魔動王Granzort（—1990年，編劇[10]）
- 衝鋒四驅郎（—1990年，編劇）

1990年
- 魔神英雄傳2（—1991年，編劇）
- 偶像天使陽子（—1991年，編劇）
- 魔法天使甜蜜薄荷（—1991年，編劇）
- 三眼神童（—1991年，編劇）

1991年
- 金魚注意報（—1992年，編劇）
- 妙妙殭屍（日语：どろろんぱっ!）（編劇）
- 妖花毒參茄逆襲（編劇[11]）
- 快樂的嚕嚕米一家 冒險日記（日语：楽しいムーミン一家）（—1992年，編劇）

1992年
- 蠟筆小新（1992年—，編劇）
- 超時空保姆（編劇）

1993年
- 奇蹟☆女孩（編劇）

1994年
- 白雪公主的傳說（日语：白雪姫の伝説）（—1995年，編劇[12]）

1996年
- 灰姑娘物語（編劇[13]）

1997年
- 超魔神英雄傳（—1998年，編劇）

1999年
- 淘氣二人組（日语：スージーちゃんとマービー）（—2000年，編劇）

2000年
- 學校怪談（—2001年，編劇）

2001年
- 頑皮小白貂（—2002年，編劇）
- 野野子（日语：ののちゃん）（—2002年，編劇）
- 小呵欠（—2002年，編劇）

2003年
- D·N·ANGEL（編劇）

2004年
- 怪傑佐羅力（—2007年，編劇）

2006年
- 捉猴啦（編劇[14]）

2007年
- 七色★星露（編劇）

2009年
- 你好 安妮 ～Before Green Gables（編劇）

2013年
- LINE TOWN（—2014年，編劇[15]）

2016年
- 忍者哈特利Returns (第3期)（編劇）

### 電影動畫
2012年
- 蠟筆小新：我和我的宇宙公主（編劇協力）

## 腳註

## 相關項目
- 日本動畫師列表（日语：アニメ関係者一覧）

## 外部連結
- 中弘子 （日語）—allcinema（日语：allcinema）